# Anstoss
Anstoss – Der Fußballmanager ist eine in unregelmäßigen Abständen von 1993 bis 2006 von Ascaron (früher Ascon) veröffentlichte Fußballmanager-Serie. Sie stellte eine der langlebigsten Reihen dieses Genres in Deutschland dar. Der bisher letzte Teil, Anstoss 2007, erschien im August 2006. Mit der Insolvenz von Ascaron im August 2009 wurde die Reihe zunächst eingestellt. Kalypso Media übernahm später die Rechte und plant für 2022 die Fortsetzung der Serie.

## Anstoss-Spiele

### Anstoss
1993 veröffentlichte Ascaron (zu dem Zeitpunkt noch unter dem Namen Ascon) das von Gerald Köhler entworfene Spiel Anstoss für den Amiga, später auch für MS-DOS. Ziel des Spiels war es, durch sportliche Erfolge irgendwann zum Bundestrainer ernannt zu werden.
Das Menü bestand aus einem Büro, von wo aus der Spieler in einzelne Untermenüs gelangen konnte. So konnte der Spieler, nachdem er zu Spielbeginn eine Mannschaft ausgewählt hatte, das Training bestimmen, das Stadion ausbauen, Spieler transferieren und das Team auf das kommende Bundesliga-Spiel vorbereiten. Der Umfang der Spieltagsdarstellung war wählbar. So gab es für Schnellspieler einen Ausmodus, bei dem lediglich das Ergebnis am Ende angezeigt wurde, einen Textmodus, bei dem das Spiel zeitraffend die 90 Minuten durchlief und durch einen verschriftlichten Text kommentiert wurde, und letztendlich den Szenenmodus, der zusätzlich zum Text noch gezeichnete, bewegte Bilder zum Spiel lieferte. Bis auf den Ausmodus war es möglich, durch Auswechslungen und Änderungen der Taktik ins Spiel selber einzugreifen.
Anstoss entwickelte sich zu einem Erfolg und schaffte es auf Anhieb an die Spitze der Media-Control-Spielecharts. Das Spiel blieb aber auch nicht von Kritik verschont. Durch die Beschränkung des Spiels auf zehn Saisons und eine spielbare Liga (Deutsche Bundesliga) besaß das Spiel einen geringeren Umfang als etwa die konkurrierende Bundesliga-Manager-Reihe. Auch der Titel des Bundestrainers erschien sinnlos, da die Verleihung keine Auswirkung auf das Spiel hatte.
In Großbritannien wurde das Spiel unter dem Titel On the Ball vertrieben, die französische Version hieß Carton Rouge.

#### Anstoss World Cup Edition
Nach dem Erfolg von Anstoss präsentierte Ascon 1994 die erweiterte Anstoss World Cup Edition (Kurz: WCE), mit der das Grundspiel um die Fußballweltmeisterschaft erweitert wurde. In der mit und ohne Grundspiel spielbaren WCE wählt der Spieler zunächst seine Nationalmannschaft aus einer Auswahl europäischer und amerikanischer Nationen und legt das Gastgeberland fest. Er kann sich entscheiden, die Qualifikationsrunde auszuspielen oder direkt in der Endrunde zu starten. Die Qualifikation geht über 20 Monate, die WM selbst dauert 30 Tage. Sobald das Team aus dem Turnier ausscheidet oder die WM gewinnt, ist die Nationalmannschaftskarriere beendet.
Die Spieldarstellung hat sich im Vergleich zu Anstoss nur unwesentlich verändert. Auch als Nationaltrainer steuert der Spieler die Mannschaftsgeschicke aus einer Büroansicht, die sich lediglich während der WM in ein Hotelzimmer ändert. Es gibt umfangreicher gestaltete Trainings- und Planungsmöglichkeiten, wie Freundschaftsspiele und Lehrgänge, das Abhalten von Pressekonferenzen oder Mannschaftssitzungen und stundengenaue Tagespläne während der Endrunde. Auf der taktischen Seite kann der Spieler die Auftritte potentieller Gegner beobachten, um Aufschluss über das Spielsystem und die Mannschaft zu gewinnen. In der Halbzeit kann sich der Spieler mit einer Ansprache an die Mannschaft wenden und so auf die Moral einwirken. Technisch kamen in der CD-ROM-Fassung von Sportreporter Marcel Reif eingesprochene Spielkommentare hinzu.
In Großbritannien erschien der Titel als On the Ball: World Cup Edition und bekam von einer englischen Fachzeitschrift 99 %. Kritik gab es für den reduzierten Umfang von nur einer Weltmeisterschaft. Es konnten auch nur die Nationen gespielt werden, die bei der Weltmeisterschaft 1994 teilnahmeberechtigt waren.
In der Schweiz erschien das Spiel unter dem Namen Hopp Schwiiz als offizielles WM-Spiel der Schweizer Nationalmannschaft. Diese von Bidule 4 (heute Day Interactive) lokalisierte Version war stark abgespeckt und ermöglichte dem Spieler nur, als Schweizer Nationaltrainer zu walten. Auch eine Qualifikation war nicht inbegriffen.

### Anstoss 2
1997 wurde Anstoss 2 veröffentlicht. Es überzeugte mit Spielwitz, Komplexität, dem 2D-Szenenmodus und dem Textmodus. Gute Verkaufszahlen und gute Wertungen (z. B. GameStar 83 %) bestätigen dies.
Die Menüführung des Spiels änderte sich vollkommen. Nun war eine Leiste im unteren Bildschirmbereich vorhanden, welche den Spieler durch die einzelnen Screens führte.
Anstoss 2 spezialisierte sich wieder vollkommen auf den Job des Vereinsmanagers. Die Entwickler nahmen einige der Schwachpunkte von Anstoss 1 auf und verbesserten sie.
Besonders gut aufgenommen wurde die Möglichkeit, auch in der 2. Bundesliga und der damaligen Regionalliga (Nord, Nord-Ost, Süd, Süd-West) und in anderen Ländern (England, Frankreich, Italien, Spanien) trainieren zu können. Außerdem war das Spiel nun unbegrenzt spielbar, was auf großen Anklang bei den Spielern stieß. Auch war ein neuer Spielmodus vorhanden: „echte Managerkarriere“. Während in den Fußballmanagern zuvor der Spieler sein Team immer selber aussuchen musste, wurden bei Wahl von diesem Spielmodus einige eher schwächere Teams ausgewürfelt, mit denen der Spieler um einen Trainerposten verhandeln konnte. Dieser Spielmodus wurde als recht realistisch angesehen und findet sich heutzutage in jedem konkurrenzfähigen Manager-Spiel wieder.

#### Anstoss 2: Verlängerung!
Im Februar 1998 erschien mit Anstoss 2: Verlängerung! ein Add-on, welches das Spiel in einigen Detailbereichen ausbaute. Beispielsweise wurde das Prinzip der Länderauswahl nochmals überarbeitet. Es war nun möglich, drei Länder auf einmal auszuwählen. Wieder eingeführt wurde der Nationalmannschaftsmodus. Der Spieler konnte nun National- und Vereinstrainer gleichzeitig werden, allerdings in einem geringeren Umfang als in Anstoss WCE.

#### Anstoss 2 Gold
Im September 1998 erschien Anstoss 2 Gold, das sowohl Anstoss 2 als auch Verlängerung! enthält. Diese Gesamtfassung enthielt nur einige wenige Neuerungen, wie z. B. einen detaillierten Fanartikelverkauf, dafür waren die zuvor veröffentlichten Fehlerbehebungen des Spiels bereits enthalten.

### Anstoss 3
2000 wurde mit Anstoss 3 die zweite Fortsetzung veröffentlicht und gilt rückblickend als bester Teil der Anstoss-Reihe unter Ascaron. Es ist gleichzeitig auch der letzte Teil, der von Serienschöpfer Gerald Köhler entwickelt wurde. Köhler verließ die Firma nach Abschluss der Arbeiten an Anstoss 3, um für Electronic Arts die konkurrierende Reihe Fußball Manager zu entwickeln. Innerhalb eines Jahres verkaufte sich Anstoss 3 mehr als 200.000 Mal und erhielt von deutschen Spielemagazinen gute Wertungen (z. B. PC Player 87 %, GameStar 88 %, PC Games 86 %). Bei Veröffentlichung litt das Spiel noch unter zahlreichen Bugs, die Ascaron mit der Zeit durch Patches behob. Seit der Veröffentlichung des finalen Patches auf Version 1.40 galt das Spiel als weitgehend fehlerfrei.
Anstoss 3 behielt die wichtigsten Elemente von Anstoss 2 Gold bei und vertiefte diese noch weiter. Zu Spielbeginn kann der Spieler bis zu fünf zu simulierende Länder auswählen. Die Saisonkalkulation wurde in vielen Punkten vertieft, man kann aber auch bestimmte Verhandlungen durch den Computer automatisieren, um die Kalkulation schneller zu durchlaufen. Außerdem ist es nun möglich, Vereine an die Börse zu bringen. Darüber hinaus kamen viele Statistiken hinzu oder wurden erweitert. Statt gezeichneten Grafiken werden die Spieltage durch 3D-Spieldarstellungen wiedergegeben. Der Spieler kann sich ein komplettes Spiel seines Teams reduziert auf neun Minuten ansehen. Kommentiert werden die Spielszenen durch Fußballkommentator Günther Koch. Alternativ zur 3D-Spieldarstellung wurde der Textmodus aus dem ersten Anstoss wieder eingeführt. Eine weitere Neuerung war der Ausbau des Vereinsgeländes, das der Spieler mit verschiedensten Gebäuden wie Würstchenbuden oder Konditionsparcours erweitern kann.
Eine Besonderheit ist die Möglichkeit, das Spiel mit Ascarons 2001 veröffentlichter Spielsimulation Anstoss Action zu verknüpfen. Dadurch kann der Spieler die Spieltage selbst bestreiten. Ascaron veröffentlichte Anstoss 3 daher später auch als Bundle mit Anstoss Action unter dem Titel Anstoss Meister Edition.

### Anstoss Action
Mit Anstoss Action folgte 2001 eine Fußballsimulation, deren Datenbestand sich in Anstoss 3 integrieren lässt zu Anstoss 3 Action oder kurz A3 Action (vergleichbar mit der „Football-Fusion“-Technologie von EA Sports).
Anstoss Action konnte sich allerdings nicht wirklich gegen die Konkurrenz von Electronic Arts durchsetzen und sorgte durch hohe Entwicklungskosten für eine finanzielle Schieflage Ascarons, die in der ersten Insolvenz gipfelte.

### Anstoss 4
Anstoss 4, das 2002 ausschließlich auf DVD erschien, konnte nicht mehr an den Erfolg des Vorgängers anknüpfen. Das Spiel musste komplett neu implementiert werden, da der Code von Anstoss 3 als zu verworren angesehen wurde, um darauf aufsetzen zu können. Dies, sowie die kurze Entwicklungszeit von nur 12 Monaten, führte dazu, dass das Programm unter sehr vielen Bugs litt, die es nahezu unspielbar machten. Des Weiteren wurde der Text- und 3D-Modus unter der Fangemeinde als zu schwach angesehen und der Hersteller Ascaron zur erheblichen Nachbesserung aufgefordert. Auf Herstellerseite entschied man sich daher, die Programmfehler nicht durch Patches zu beheben, sondern auf Basis von Anstoss 4 einen neuen, überarbeiteten Manager auf den Markt zu bringen.
Anstoss 4 gilt daher als schlechtester Teil der Anstoss-Serie, da er weder durch Spielbarkeit, noch durch Realismus, noch durch Spielwitz glänzen konnte. Zwar wurde das neue Datenbanksystem, welches nun 145 Länder beinhaltete, zu denen man jeweils vier Ligen hinzufügen konnte, vom Hersteller hoch gepriesen, sorgte allerdings eher für sehr lange Wartezeiten, die das Spiel massiv verzögerten.
Anstoss 4 unterschied sich von seinen Vorgängern nicht zuletzt dadurch, dass sich die beiden Hauptentwickler Gerald Köhler und Rolf Langenberg aus dem Ascaron-Team verabschiedeten und zur Konkurrenz von EA Sports wechselten, um dort die Fußball-Manager-Serie zu entwickeln. Seitdem spaltete sich auch die Fan-Community in zwei Lager.
Ascaron wurde kurz vor Veröffentlichung von Anstoss 4 vom Konkurrenten Electronic Arts wegen Lizenzverletzung verklagt und musste daraufhin die gesamte CD-Produktion einstampfen und alle Spielernamen ändern.

### Anstoss 4 Edition 03/04
Ein Jahr später wurde mit Anstoss 4 Edition 03/04 eine fehlerbereinigte und erweiterte Version von Anstoss 4 veröffentlicht. So wurden der Text- und 3D-Modus komplett überarbeitet und übersichtlicher sowie bedienungsfreundlicher gestaltet. Käufern der Vorgängerversion wurde ein kostengünstiger Umtausch zur neuen Edition angeboten. Diese Edition galt als eine Art Entschädigung für die Fans; kurz vor Weihnachten 2003 stellte Ascaron einen kostenlosen Fan-Patch bereit, der einige von den Fans gewünschte Merkmale in das Spiel integrierte.

### Anstoss 2005
2004 erschien mit Anstoss 2005 eine abermals überarbeitete Fassung der Edition 03/04. Neben einer neuen Oberfläche, einer erheblich verbesserten KI und einem erweiterten Textmodus wurden zahlreiche weitere Veränderungen (z. B. ein verbesserter Transferbereich) vorgenommen.
Die Veränderungen waren allerdings auf den ersten Blick nicht sichtbar und so galt Anstoss 2005 lediglich als Anstoss Edition in neuen Farben. Ziel von Ascaron war allerdings hauptsächlich das Werben von neuen Fans für zukünftige Projekte.
Viele Ideen von Anstoss 4 wurden verbessert, aber nicht ausgereift. Es ist auch hier möglich, einen Verein zu kaufen und das Präsidentenamt zu übernehmen, allerdings ist es kaum möglich, hier Erfolge zu feiern. Auch der Transfermarkt gilt als eher unrealistisch, da sich immer 4 Vereine um einen Spieler bewerben.

### Anstoss 2007
Mitte 2005 kündigte Ascaron Anstoss 2006 an. Da sich jedoch die Veröffentlichung immer weiter verzögerte, wurde das Spiel in Anstoss 2007 umbenannt. Am 11. August 2006 erschien Anstoss 2007, welches Anstoss 2006 bis auf den veränderten Namen entspricht, in einer Jubiläumsedition, die einige Vorgänger (Anstoss 2 Gold, Anstoss 3, Anstoss Action und Anstoss 4 Edition 03/04) der Serie enthält. Positiv aufgenommen wurde die Ankündigung der Entwickler, den Textmodus zu erweitern, den Transfermarkt zu überarbeiten und den beliebten Netzwerk-Modus wieder zu integrieren, der für bis zu 64 Spieler ausgelegt ist. Negativ wurden allerdings die Streichungen eines Nationaltrainermodus sowie eines Hot-Seat-Modus aufgenommen. Am 30. Januar 2007 wurden nach 5 Patches die Arbeiten an Anstoss 2007 offiziell eingestellt. Trotz herber Kritik der Community wegen noch verbleibender Bugs und fehlenden (im Handbuch beschriebenen) Funktionen entschloss sich Ascaron aufgrund mangelnder finanzieller und personeller Ressourcen zu diesem Schritt. 2010 erschien nochmals die Vollversion, diesmal in der Juni-Ausgabe der PC Games.

### Anstoss 2022
Nachdem Kalypso Media die Rechte an der Reihe erworben hatte, sollte sie im Jahr 2021 mit dem Titel Anstoss 2022 fortgesetzt werden. Kalypso fungierte hierbei anfangs als Publisher, während das Entwicklerstudio 2tainment das Spiel entwickeln sollte. Teile von Anstoss 2022 wurden durch eine Crowdfunding-Kampagne auf der Plattform Kickstarter finanziert.
Das Projekt geriet bereits vor der Fertigstellung in Kritik, da die für Anfang 2021 angekündigte Beta-Version auf unbestimmte Zeit verschoben wurde und schließlich die Kommunikation seitens Publisher und Entwicklerteam komplett eingestellt wurde. Nach einem halben Jahr Funkstille wurde schließlich überraschend der Rückzug Kalypsos von dem Projekt bekanntgegeben. Alle Rechte wurden an 2tainment übertragen, die das Spiel in Eigenregie fertig entwickeln wollen. Als Erscheinungsjahr war nun 2022 geplant. Das konnte jedoch auch nicht eingehalten werden. So erschien das Spiel am 2. November 2022 lediglich im Early Access. Im März 2025 gab 2tainment dann bekannt, dass es die Entwicklung nicht weiter fortsetzen werde, obwohl das Spiel noch nicht den gewünschten Zustand erreicht habe. Dafür müssten viele Programmteile von Neuem entwickelt werden, was voraussichtlich wieder Auswirkungen auf die restlichen Bestandteile hätte. Als Gründe gab 2tainment u. a. den Publisherwechsel, schlechte Kommunikation und wechselnde Entwickler an.

## Anstoss Online
Aufbauend auf dem Datensatz von Anstoss 3 wurde 1999 unter dem Namen Anstoss Online eine eigenständige Browserspiel-Version ins Leben gerufen. Beginnend mit der 1. und 2. Bundesliga wurde das Spiel schrittweise erweitert und beinhaltet inzwischen 1.792 an die Realität angelehnte Vereine aus 52 Ländern. 2004 erfolgte schließlich die Umbenennung in Fussballmanager-Online.com (FMO). Trotz zahlreicher Erweiterungen und Spielentwicklungen ist die Browserspiel-Version nach wie vor zu einem überwiegenden Großteil an die Anstoss-Reihe angelehnt. Mitte 2014 erfolgte die Rück-Umbenennung zu Anstoss Online.

## Sonstiges
Da Ascaron nicht über offizielle FIFPro-Lizenzen verfügte, um in seinen Managerspielen die Spieler- und Mannschaftsnamen wirklichkeitsgetreu zu benennen, ist bei jedem Spiel der Reihe ein Editor enthalten, welcher es den Fans ermöglicht, diese Daten an die Realität anzupassen. So ist es möglich, zu jeder Saison einen aktuellen Datensatz zu erstellen. Die DFL schickte im April 2006 Aufforderungen an Fansites, diese Datensätze aus dem Verkehr zu ziehen, da ansonsten Geldstrafen drohten.